# ジャメル・サイヒ
ジャメル・サイヒ（阿: جمال السايحي、Jamel Saihi、1987年1月21日 - ）は、フランス・エロー県・モンペリエ出身の元サッカー選手。現役時代のポジションはミッドフィールダー。

## 経歴

### クラブ
2016年、アンジェSCOに移籍した。

### 代表歴
2008年11月19日の親善試合ガーナ代表戦でチュニジア代表デビューし、2009年2月11日のオランダ代表戦で初ゴールを記録した。アフリカネイションズカップ2012に出場した。

## 所属クラブ
- モンペリエHSC 2006-2016
- アンジェSCO 2016-2017

## タイトル

### 国内タイトル
- リーグ・アン :　1回
  - 2011/12